# 猪熊一平
猪熊 一平（いのくま いちへい、1913年4月23日 - 2008年10月5日）は、日本のエンジニア。東京都出身。日本で最初に倣い旋盤を作ったことで知られる。

## 受賞歴
- 大河内記念賞

## 著書
- 『実地工作法』（1、2、いずれも共著）機械製作資料社、1944年[1]
- 『外国工作機械』（共著）小峰工業出版、1953年[2]

## 論文
- 「第1回国際工作機械見本市にみられた工作機械の技術的進歩」『日本機械学会誌』[3]
- 「 最近の工作機械と工作法 」『精密機械』[4]